# Miombo-szuharbújó
A Miombo-szuharbújó (Cisticola woosnami) a madarak osztályának verébalakúak (Passeriformes) rendjébe azon belül pedig a szuharbújófélék családjába tartozó faj.

## Rendszerezése
A fajt William Robert Ogilvie-Grant skót ornitológus írta le 1908-ban.

## Alfajai
- Cisticola woosnami lufira Lynes, 1930
- Cisticola woosnami woosnami Ogilvie-Grant, 1908[2]

## Előfordulása
Afrikában, Angola, Burundi, Kenya, a Kongói Demokratikus Köztársaság, Malawi, Ruanda, Tanzánia, Uganda és Zambia területeken honos. Természetes élőhelyei a szubtrópusi vagy trópusi száraz gyepek és szavannák, sziklás környezetben, valamint szántóföldek. Állandó, nem vonuló faj.

## Megjelenése
Testhossza 14 centiméter, testtömege 13-14 gramm.

## Természetvédelmi helyzete
Az elterjedési területe rendkívül nagy, egyedszáma pedig stabil. A Természetvédelmi Világszövetség Vörös listáján nem fenyegetett fajként szerepel.